# Bunker Kolkwitz

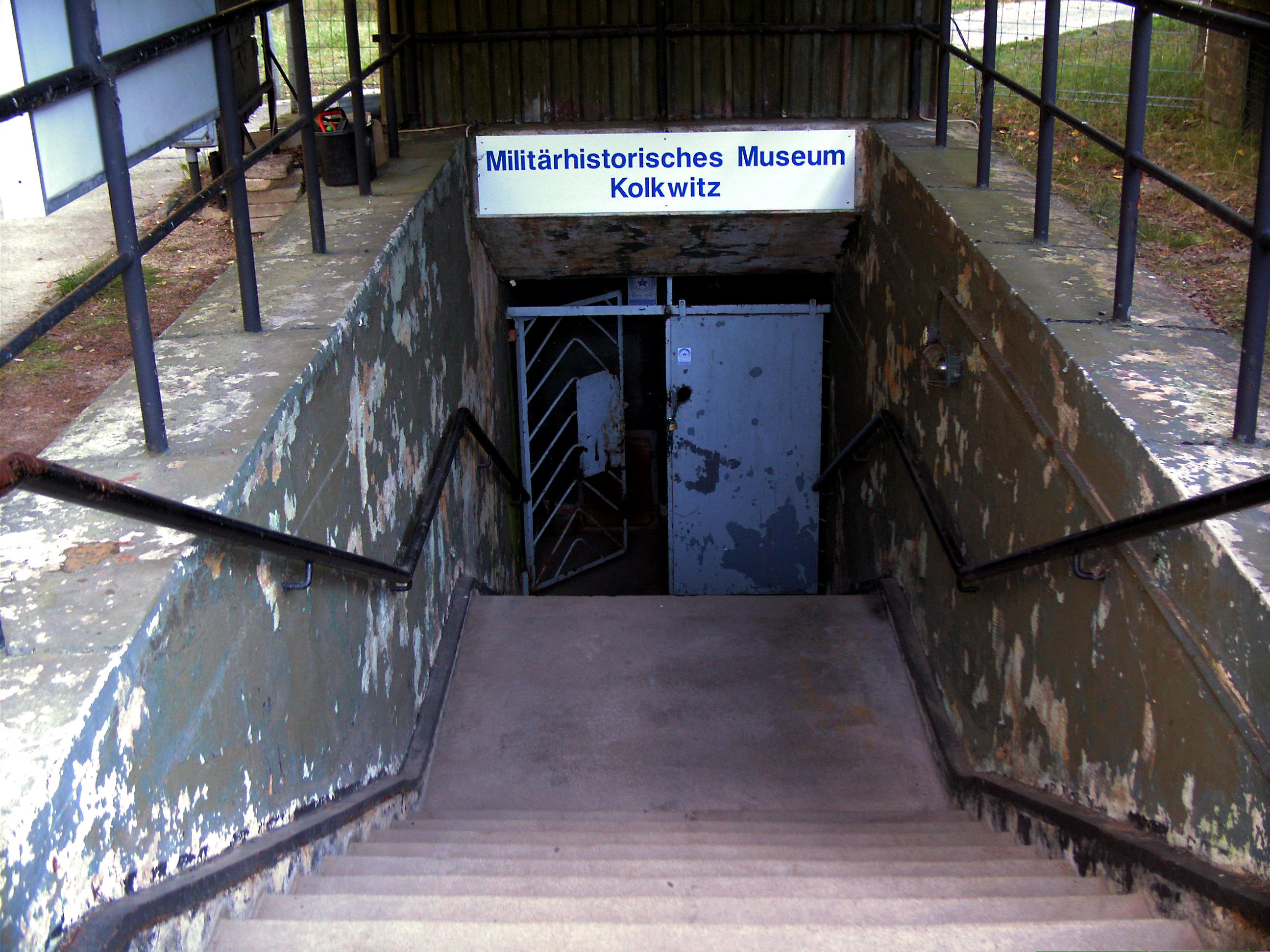
Eingang in den Bunker Kolkwitz

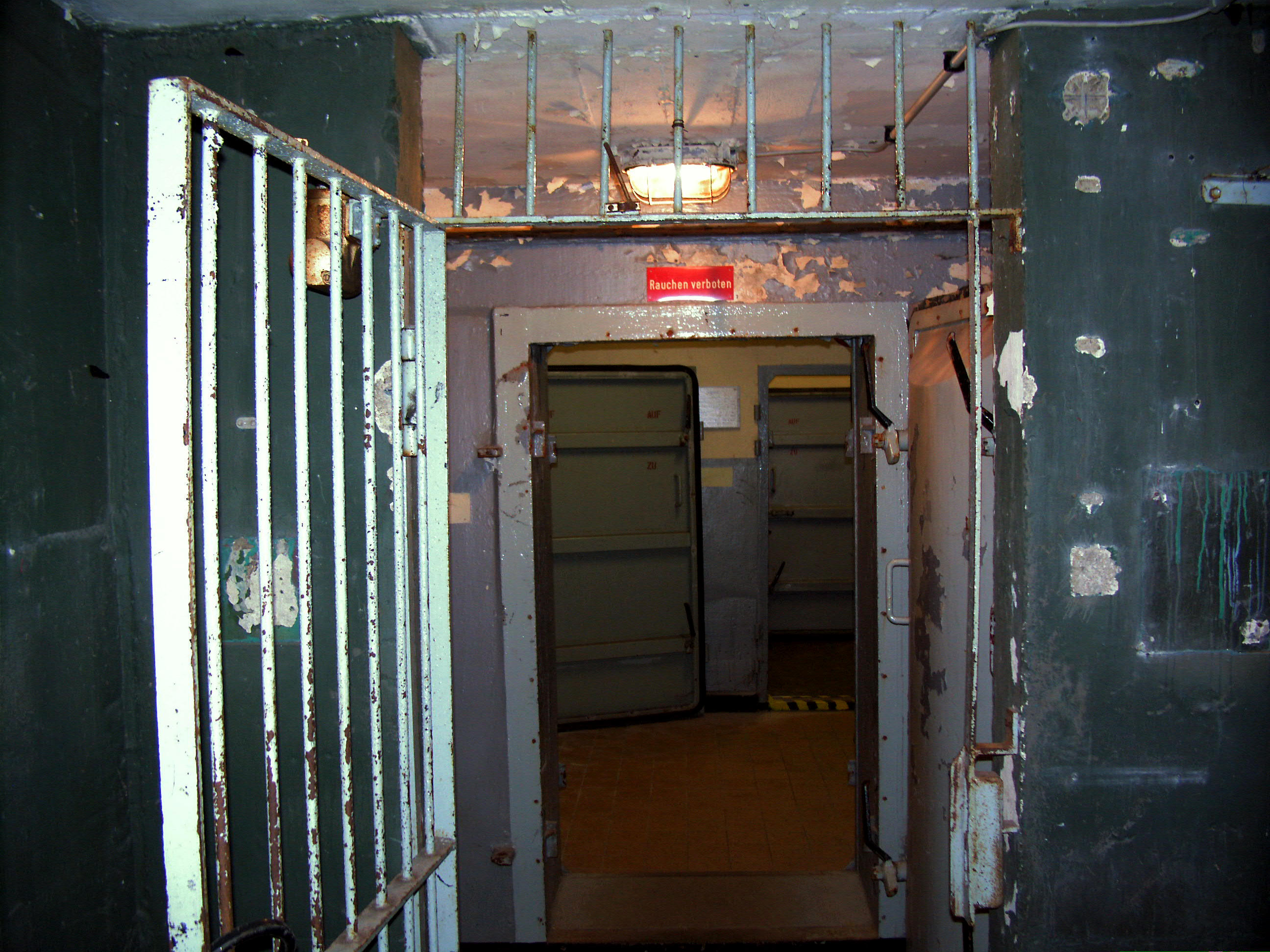
Eingangsbereich im Bunker

Der Bunker Kolkwitz bei Cottbus wurde in etwa gleichzeitig mit dem Bunker Cölpin bei Neubrandenburg in der Mitte der 1960er-Jahre errichtet. Es darf davon ausgegangen werden, dass wesentliche Erkenntnisse aus dem Bau des ersten in der DDR errichteten Bunkers Kagel in der Projektierung Eingang fanden. Beide Bunker sind sowohl baulich als auch in Funktion und Zweckbestimmung identisch. Sie fungierten als Gefechtsstände der Luftstreitkräfte/Luftverteidigung (LSK/LV) der DDR.
Die Maße der Bunker betrugen 42,5 × 18 m, sie bestanden aus drei Untergeschossen.

## Standort

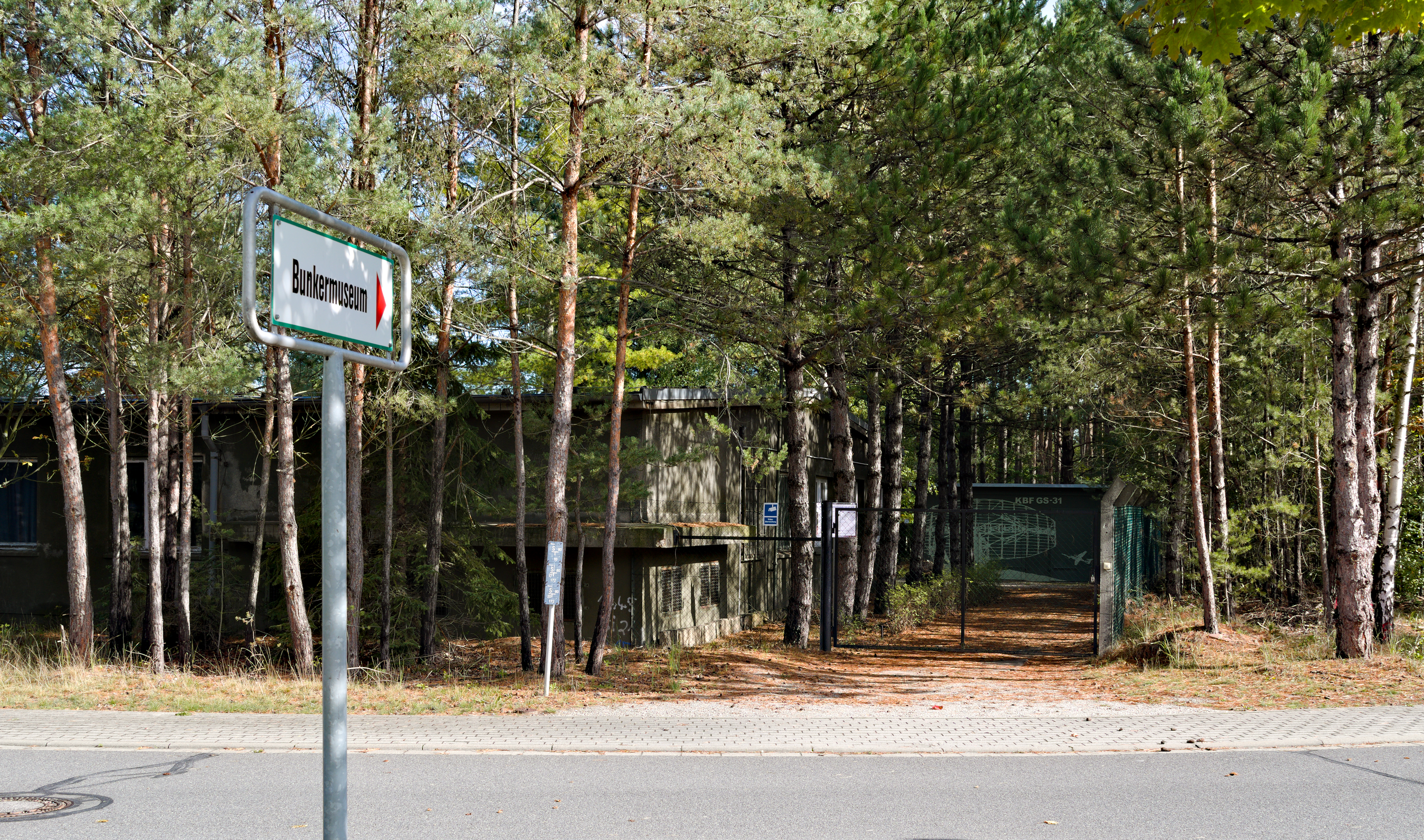
Wegweiser am Eingang

Sein Standort befindet sich etwa 12 Kilometer westlich von Cottbus in der Gemeinde Kolkwitz, am Rande des Gewerbegebietes „Am Technologiepark“. Die Anfahrt erfolgt über die A 15 bis zur Anschlussstelle Cottbus-West oder über die B 115 Vetschau–Cottbus.

## Nutzung bis 1990/DDR-Zeit
Der Bunker Kolkwitz wurde 1967 als Gefechtsstand (GS-31) der 1. Luftverteidigungsdivision der LSK/LV der DDR in Betrieb genommen. Seine Hauptaufgabe bestand in der Sicherstellung der Luftaufklärung- und Überwachung des südlichen Luftraumes der DDR und in der Führung von Jagdfliegerkräften, Raketen- und Funktechnischen Truppen. Im Rahmen der Luftaufklärung- und Überwachung erstreckte sich der Luftraum südlich der Linie Salzwedel–Schwedt, in westlicher Richtung bis in den Raum Meppen–Münster, östlich und südlich bis nach Polen und in die ČSSR.
Militärisch geführt wurden:
- die Jagdfliegergeschwader 1 (JG-1) in Cottbus und ab November 1982 in Holzdorf, JG-3 in Preschen, JG-7 in Drewitz und JG-8 in Marxwalde (heute Neuhardenberg),
- das Fla-Raketen-Regiment 31 in Straßgräbchen,
- die Fla-Raketen-Brigaden 41 in Ladeburg und 51 in Sprötau,
- die Funktechnischen Bataillone 31 in Döbern, 41 in Holzdorf, 51 in Sprötau und 61 in Müncheberg.

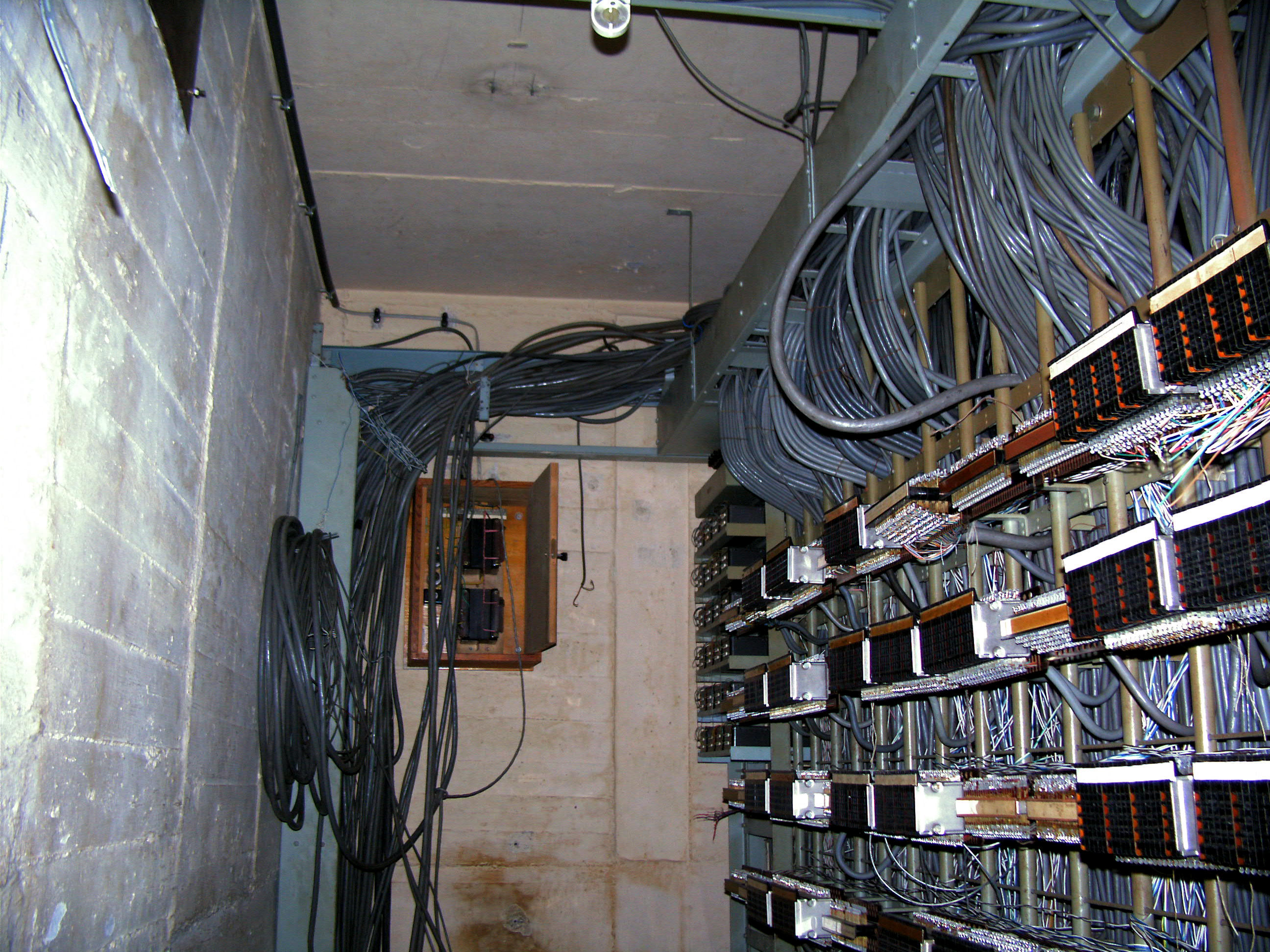
Nachrichtenzentrale (NZ), Teilbereich Schaltzentrale

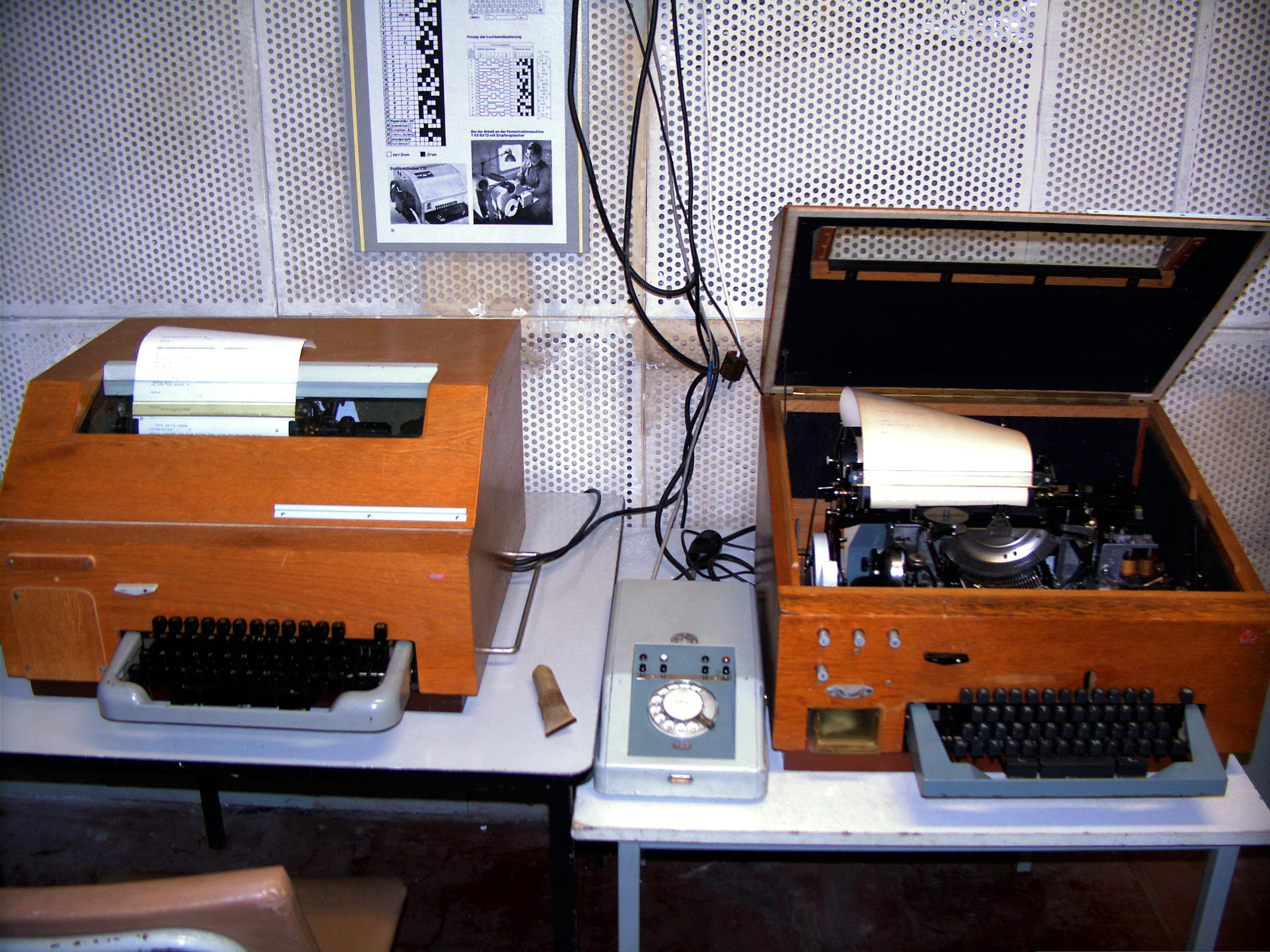
NZ, Teilbereich Fernschreibzentrale

In seiner Funktion als Gefechtsstand wurde der Bunker fernmeldetechnisch sichergestellt durch das Nachrichtenbataillon 31 der LSK/LV der DDR in Cottbus, von welchem auch die Nachrichtenzentrale bedient wurde. In ihrer Eigenschaft als Nachrichtenzentrale des Gefechtsstandes war sie in das Nachrichtenverbindungssystem der Nationalen Volksarmee (NVA) integriert, sicherte die Kommunikation nicht nur mit dem Ministerium für Nationale Verteidigung über die Hauptnachrichtenzentrale, sondern auch mit dem Kommando der LSK/LV in Eggersdorf, dem Zentralen Gefechtsstand in Fürstenwalde sowie zu allen Teilstreitkräften der NVA, den Grenztruppen der DDR, den zivilen Einrichtungen der Interflug der DDR und den Gefechtsständen von Luftstreitkräften/Luftverteidigung der Gruppe der Sowjetischen Streitkräfte in Deutschland (GSSD).

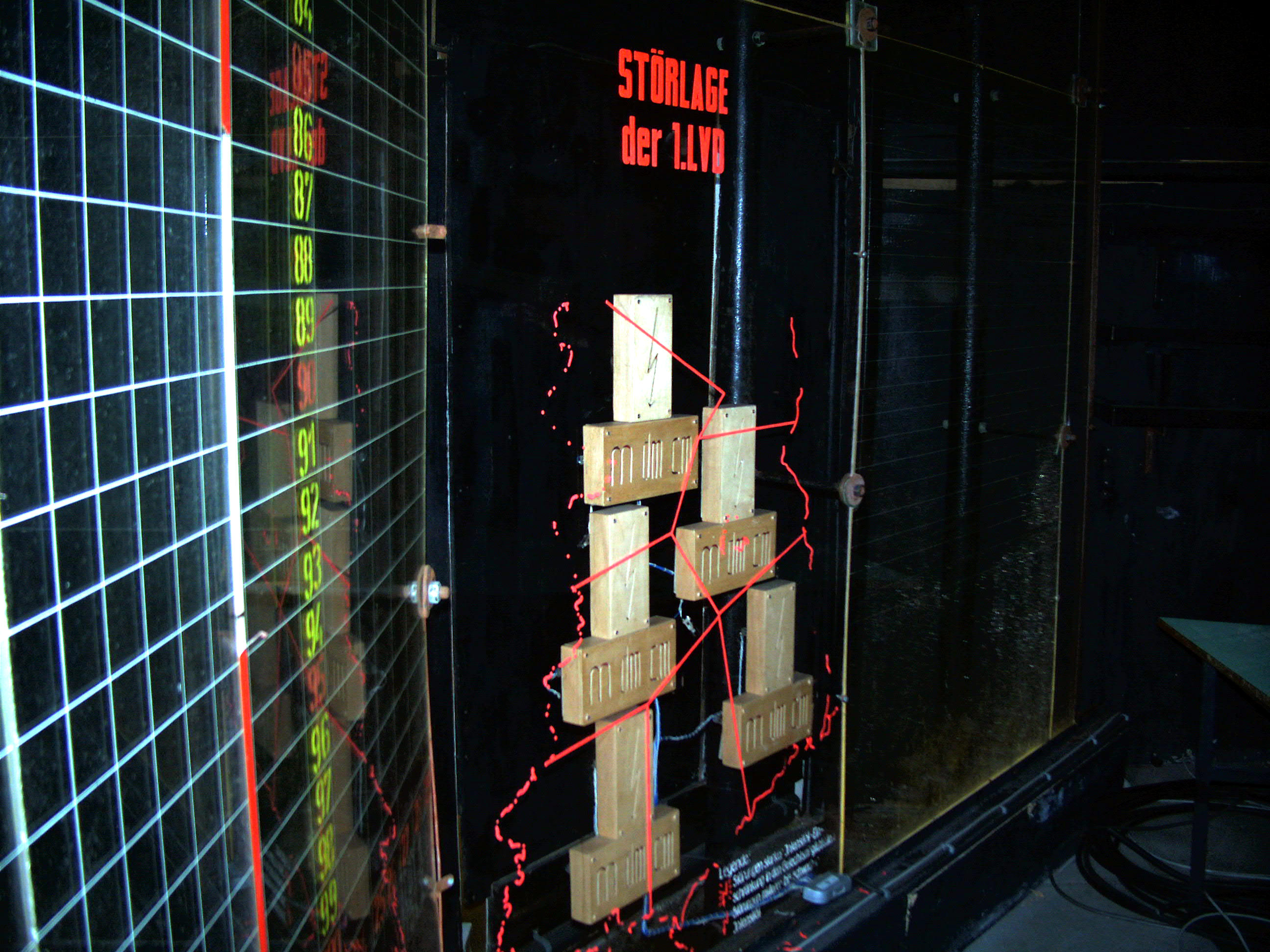
Luftlagezentrum

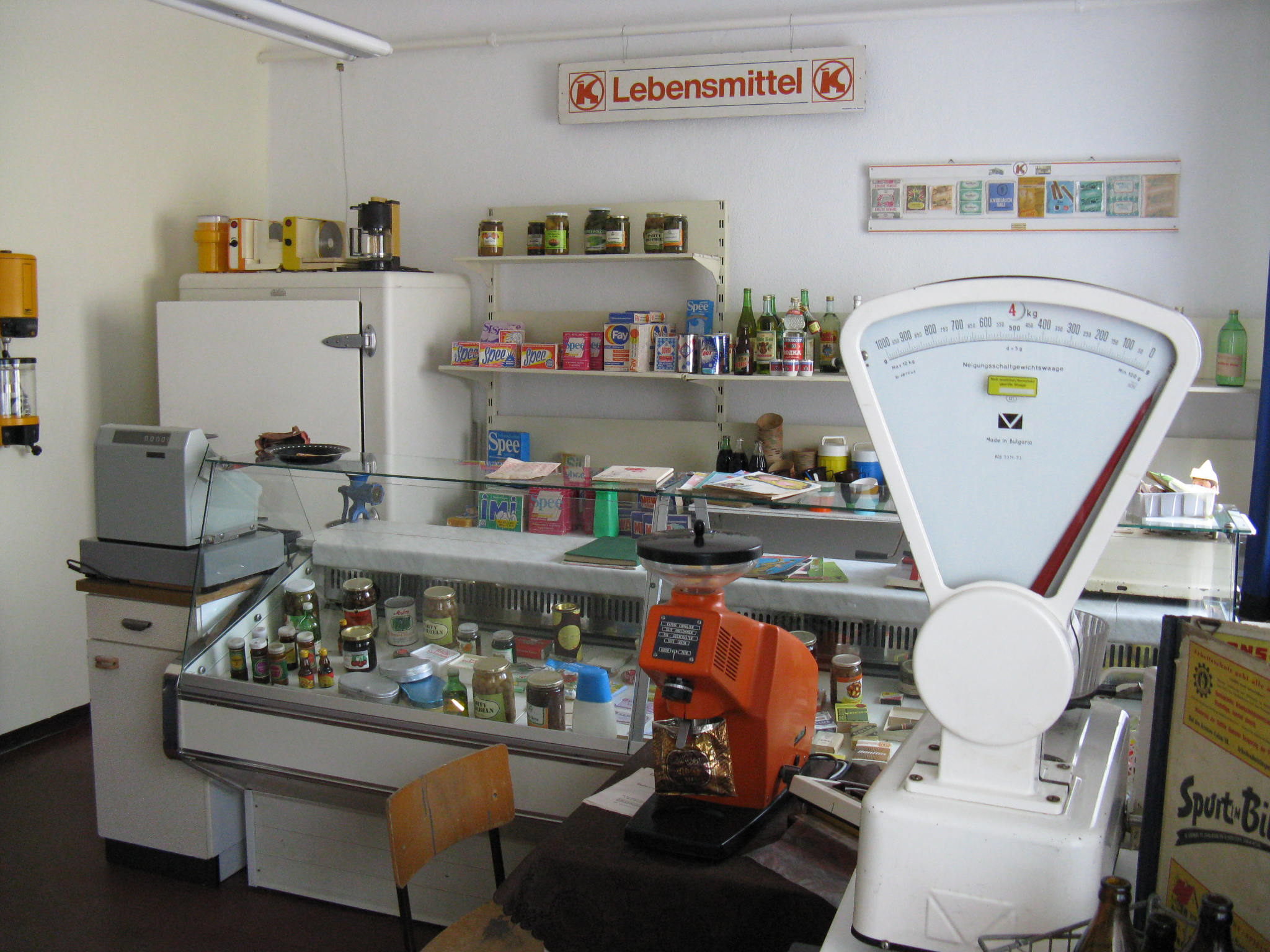
Verkaufseinrichtung

Organisiert waren alle Arten von Nachrichtenverbindungen. Zu ihnen gehörten die drahtgebundenen – sowohl des Sondernetzes 1 als auch die eigenständig organisierten – Funk-, Richtfunk- und Troposphärenverbindungen. Sie alle wurden überwiegend im gedeckten (verschlüsselten) Regime betrieben und sicherten die schnelle und zuverlässige Übermittlung von Meldungen und Kommandos der Führung, zur Übertragung der Luftlage und von Datenströmen an den zentralen Gefechtsstand, die Vorgesetzten- und Nachgeordneten sowie zusammenwirkenden Stäbe. Der Gefechtsstand war integrierter Bestandteil des Diensthabenden Systems der Luftstreitkräfte/Luftverteidigung.

## Nutzung nach 1990
Der Bunker wurde nach der deutschen Wiedervereinigung außer Dienst gestellt und blieb sich selbst überlassen, bis die Kolkwitzer Bunkerfreunde den Bunker zu einem militärhistorischen Museum gestalteten. Ein im Jahre 2004 gegründeter Verein „Kolkwitzer Bunkerfreunde GS-31 e.V.“ betreibt heute den Bunker und bietet Führungen an. Der Verein ist Mitglied in der Bunkerallianz Berlin-Brandenburg.

## Öffnungszeiten
Führungen an jedem 2. Samstag im Monat um 9:30 Uhr mit Anmeldung per E-Mail, Kontaktformular oder telefonisch (bei starker Nachfrage wird noch eine weitere Führung angeboten, Informationen dazu auf www.bunker-kolkwitz.de). Sonderführungen sind nach Absprache möglich.